# حمام سبو کوچک
حمام سبو کوچک مربوط به اوایل دوره قاجار است و در شهرستان شمیرانات، بخش لواسانات، شهر لواسان، محله سبو کوچک واقع شده و این اثر در تاریخ ۱ مهر ۱۳۸۲ با شمارهٔ ثبت ۱۰۳۶۹ به‌عنوان یکی از آثار ملی ایران به ثبت رسیده است.